# اونیبری
اونیبری (به انگلیسی: Onibury) یک روستا و محله مدنی در بریتانیا است که در Shropshire واقع شده‌است. اونیبری ۲۹۷ نفر جمعیت دارد.